# Język kapingamarangi
Język kapingamarangi – język austronezyjski z grupy języków polinezyjskich, używany przez mieszkańców atolu Kapingamarangi oraz wyspy Pohnpei w archipelagu Karolinów w Mikronezji.